# Emil Orlík
Emil Orlík (Praga, 1870 - Berlín, 1932) fue un pintor, litógrafo y grabador checo que vivió durante el Imperio austrohúngaro.
De origen judío fue miembro del movimiento conocido como Secesión de Viena, considerándose como uno de los representantes del art nouveau.
Desde 1905 fue profesor en la escuela de artes gráficas (Meisterschule für Graphik und Buchgewerbe) de Berlín, donde tuvo bastantes alumnos conocidos como George Grosz, Hannah Höch, Oskar Nerlinger, Josef Fenneker, y otros menos conocidos como Carl Schröder o Gustav Berthold Schröter.
Realizó retratos de muchas personalidades como Otto Dix, Käthe Kollwitz, Thomas Mann, Albert Einstein, Alfred Döblin y un largo etcétera.
Una parte importante de su trabajo se centra en el diseño de libros y en la realización de ex libris, de los que se conocen  136 que en bastantes casos le sirvieron como fuente de ingresos. También produjo cientos de carteles y etiquetas para marcas comerciales y otras. En diciembre de 1917 fue nombrado artista oficial en el Tratado de Brest-Litovsk, donde realizó 72 retratos de los participantes en la conferencia, incluido León Trotski, bastantes de ellos se publicaron más tarde como litografías. 
Desde 1923 hizo diferentes viajes a Estados Unidos, Italia, Inglaterra, Francia y España. El 28 de septiembre de 1932 murió de un ataque al corazón.

## Algunas obras
Aunque su tema principal fueron los retratos, también realizó otras temáticas con diferentes técnicas.

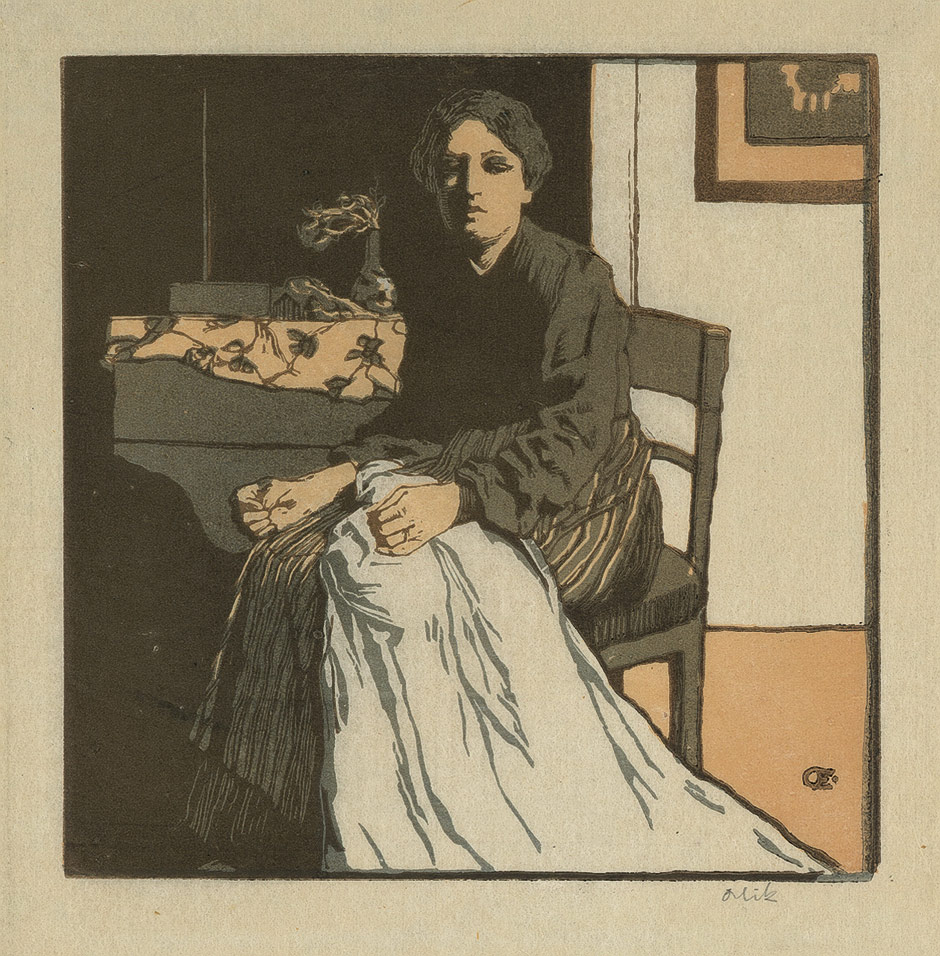
Costurera, 1896
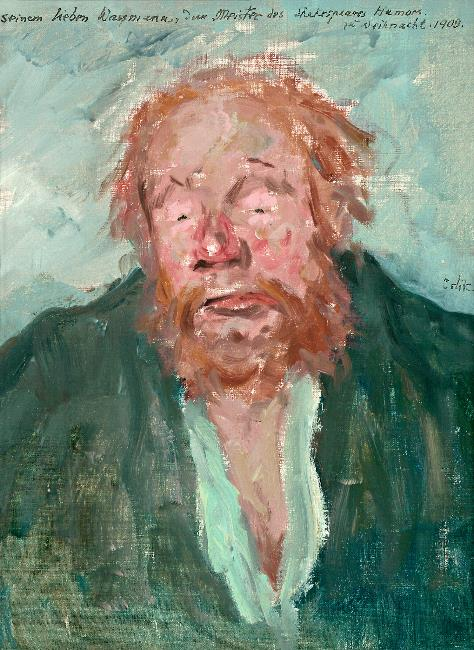
Retrato del actor Hans Wassmann, 1909
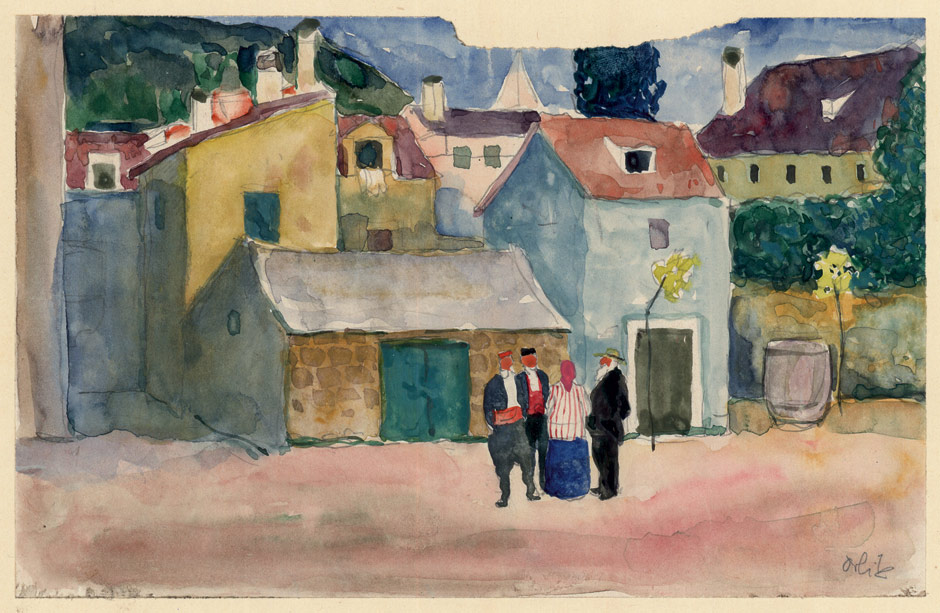
Chismorreando en una aldea de Dalmacia, 1913
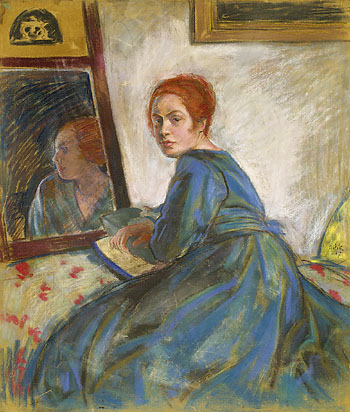
Retrato de una joven vestida de verde, 1917

Entre los retratos de sus amigos y coetáneos se encuentran:

Caricatura de Rainer María Rilke, 1896 (utilizada en un wikilibro).
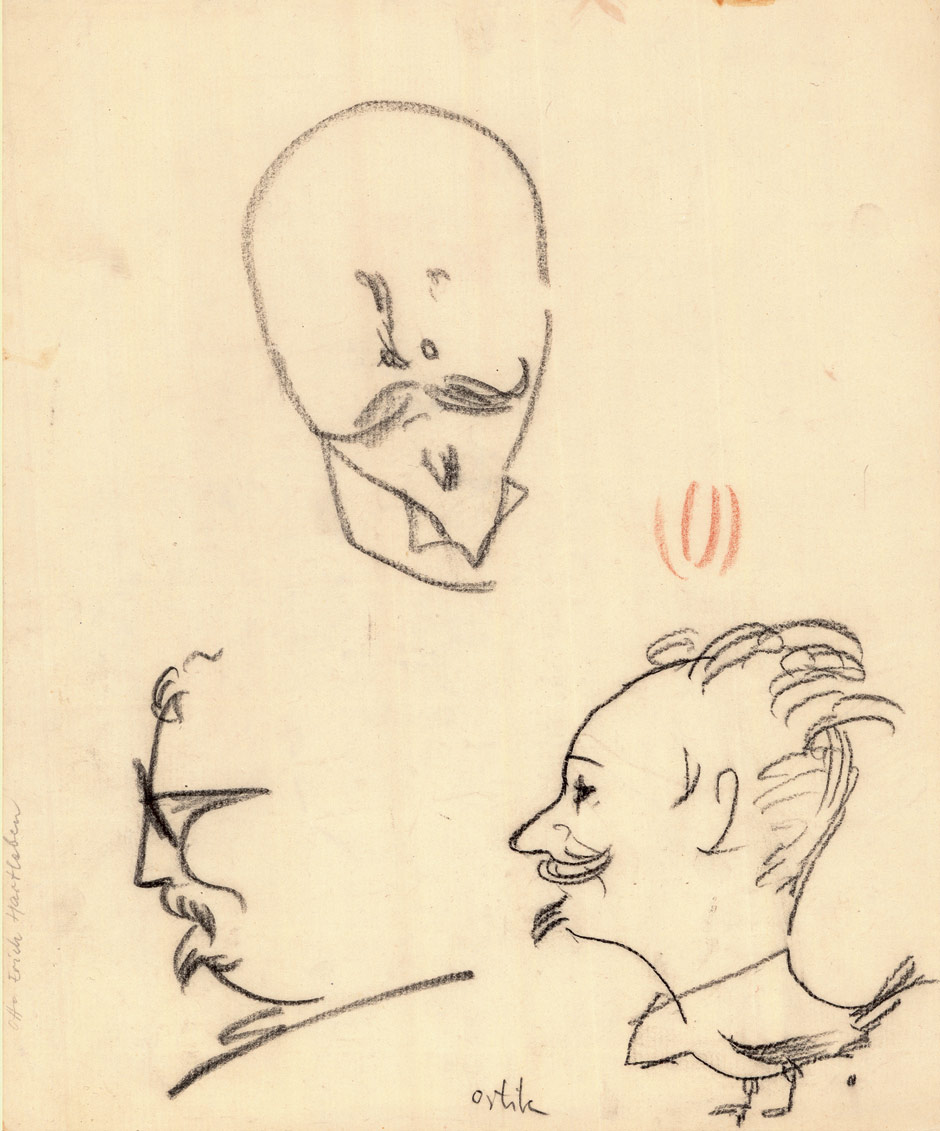
Los Amigos de Otto Erich Hartleben, 1903.
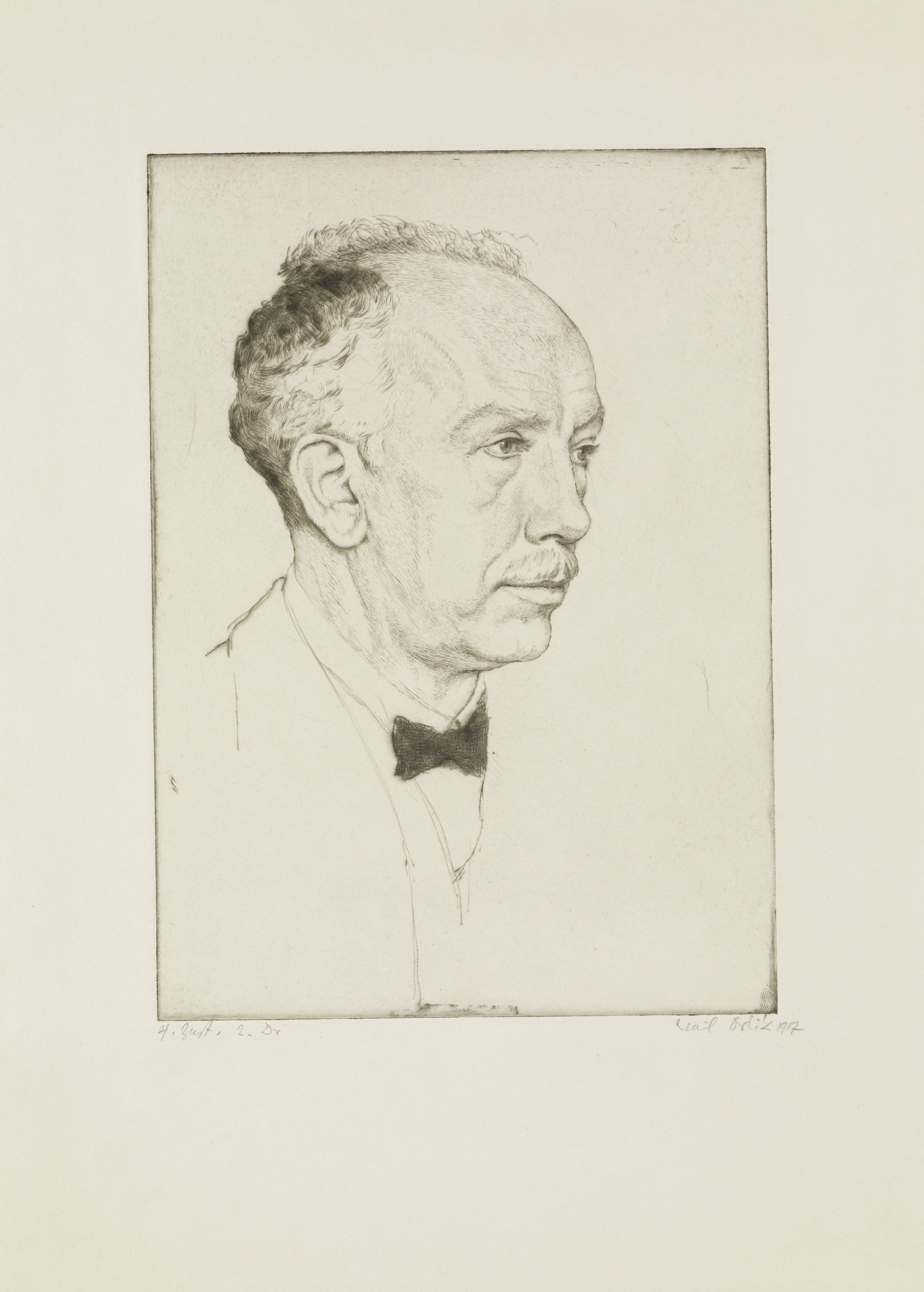
Richard Strauss, 1916.
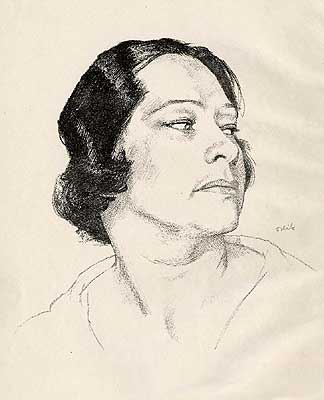
Tilla Durieux, 1922.